# Дворец культуры химиков (Дзержинск)
Дворе́ц культу́ры хи́миков — учреждение культуры города Дзержинска (Нижегородская область), памятник архитектуры периода освоения советской архитектурой классического наследия (сталинского неоклассицизма). С 1997 года — объект культурного наследия регионального значения.

## Строительство
Строительство дворца культуры в Дзержинске было запланировано ещё в 1930-е годы, но из-за начала войны оказалось отложенным до 1950-х. Первоначально в центре города планировалось построить здание для драматического театра по индивидуальному проекту, однако в марте 1952 года комиссия горисполкома выбрало это место для строительства дворца культуры по повторному проекту В. В. Емельянова, реализованному в 1952 году в Нижнем Тагиле. Проект привязки выполнил главный архитектор города А. Ф. Кусакин. 
Строительство дворца началось 22 августа 1955 года и выполнялось трестом № 4. У рабочих треста, не имевших опыта работы на подобных объекта возникали сложности при выкладке сложных объёмов здания — под руководством назначенного в 1958 году главным архитектором города В. В. Воронкова исправлялись ошибки, допущенные строителями. 
Штукатурные работы выполнялись бригадой З. Д. Алешиной, архитектурные украшения фасада (капители, розетки, модульоны) выполнил Н. М. Горбанев. Облицовка гранитом и мрамором выполнялась бригадой «Мосотделстроя».
Закончен строительством в 1958 году, принят в эксплуатацию и открыт для посетителей в 1959 году.

## Архитектура

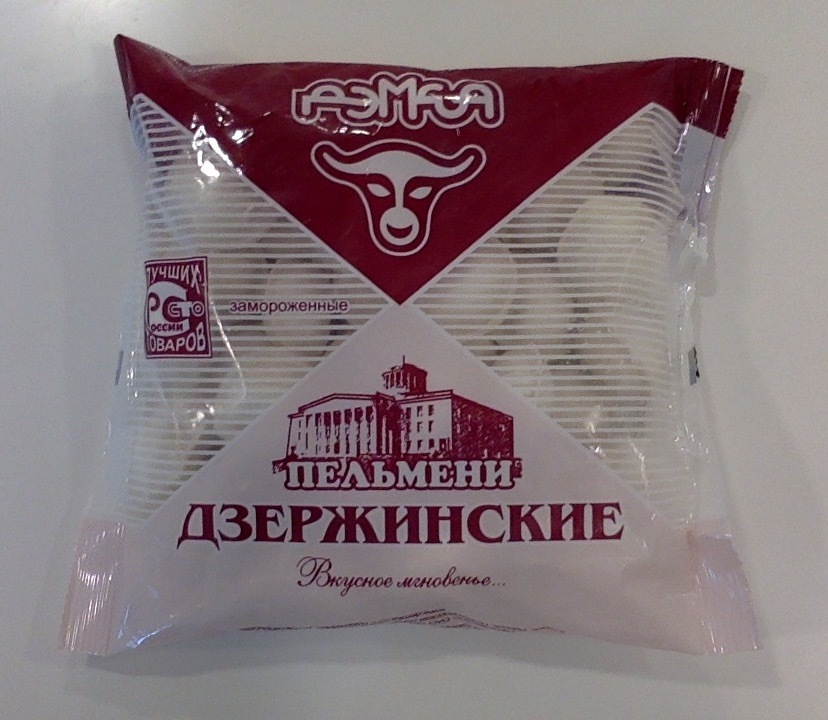
Упаковка пельменей Дзержинского мясокомбината с изображением Дворца культуры химиков

Дворец культуры химиков, расположенный на песчаной насыпи на пересечении проспектов Ленина и Циолковского, является знаковым объектом архитектурного облика города. Строительство Дворца культуры химиков было окончено после кампании по борьбе с излишествами в проектировании и строительстве, поэтому по сравнению с Домом культуры Нижнетагильского металлургического комбината он имеет более лаконичный архитектурный облик.

### Экстерьер

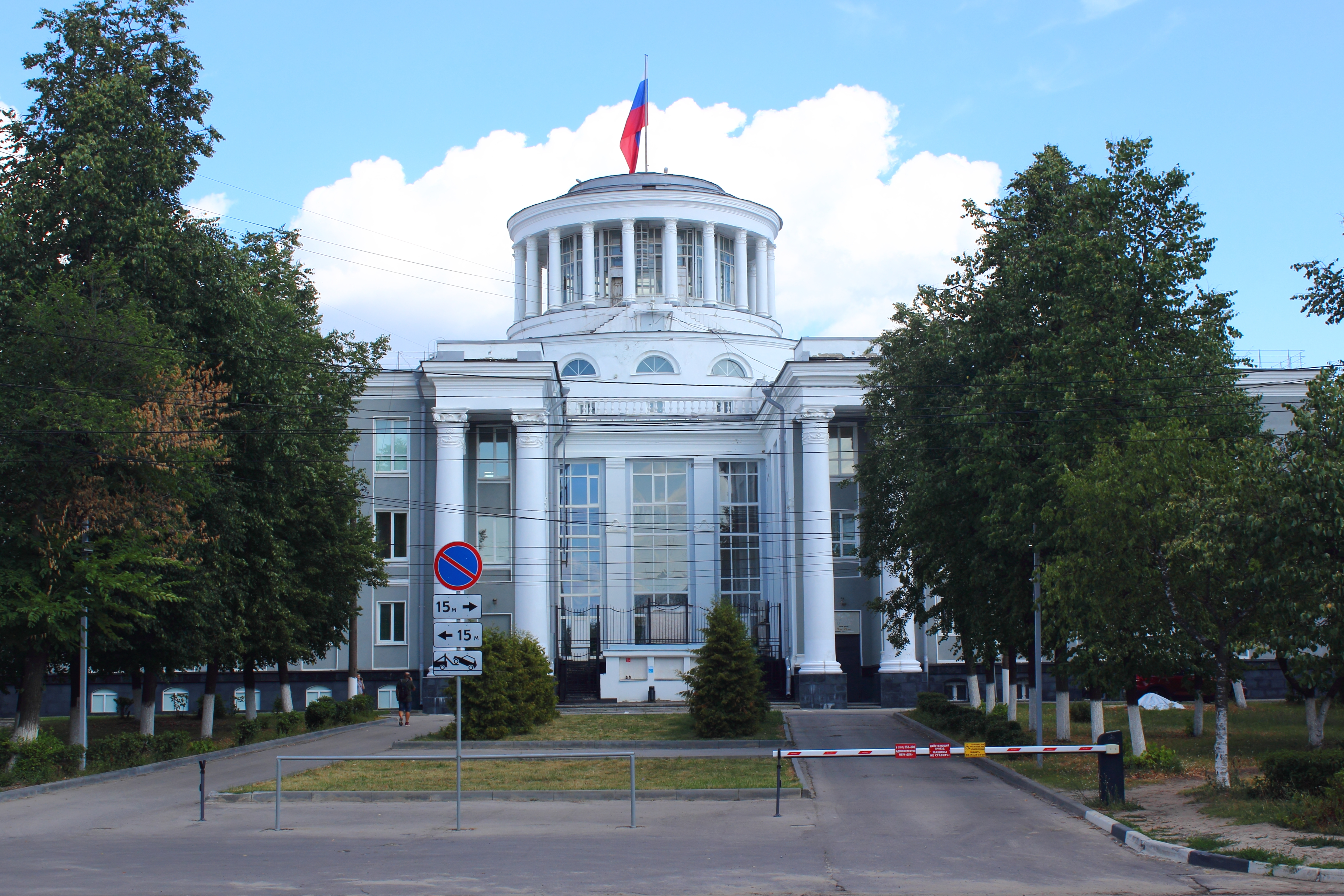
Западный фасад и ротонда Дворца Культуры химиков

Главный (восточный) фасад украшен портиком, который поддерживают 10 колонн усложнённого ионического ордера с гирляндой. Портик не имеет антаблемента, фронтон не декорирован. Доступ к восточному фасаду осуществляется по парадной лестнице.  Выемка западного фасада фланкирована двумя дистилями ионического ордера. Вдвинутая вглубь здания часть западного фасада остеклена, сплошное поле остекления рассечено двумя пилястрами. Северный и южный фасад имеют ризалиты, декорированные девятью пилястрами, однако на северном фасаде по функциональным причинам нет остекления в ризалите — там располагается зрительный зал. 
Над кубическим объёмом здания возвышается ротонда. В нижней массивной части ротонда прорезана полуциркульными арками, обеспечивающими естественное освещение лекционного зала. Верхняя часть ротонды представляет собой остеклённый бельведер, окружённый колоннами. Над ротондой установлен флагшток. 

### Интерьер
Аванзал цокольного этажа по стенам декорирован флорентийской мозаикой, ребристый потолок аванзала между балками расписан темперными красками по сухой штукатурке. 
Уровнем выше располагается колонный зал, который опоясывает узкая антресоль, огороженная балюстрадой. Плафон украшен монументальной работой в смешанной технике (роспись темперой с включением золотой смальты), изображающей танец народов СССР. Золотая смальта используется в оформлении стен за балюстрадой. Монументальные работы выполняла бригада под руководством лауреата Сталинской премии Г. И. Опрышко.
Зрительный зал расписан темперой по сухой штукатурке по эскизу художника Серафима Павловского. Плафон зрительного зала решён во флоральных и геометрических мотивах, перебивающихся литературными сценами. Переходя на портал сцены, роспись плафона венчается композицией «Искусство должно принадлежать народу», выполненной с использованием золотой смальты — советской эмблемой, окружённой дубовым и лавровым венком и украшенной гирляндами из цветов.
Фойе лекционного зала освещается естественным светом через ажурную декоративную решётку. Монументальная роспись стен (автор — Г. И. Опрышко) посвящена труду. Одна из групп изображает строителей Дзержинска, на фоне фигур которых читаются контуры знаковых объектов застройки центра города — Дворца культуры химиков и «Дома со шпилем». Плафон лекционного зала декорирован ажурной решёткой и росписью на космическую тематику.